# Arrowsmith (película)
Arrowsmith es una película estadounidense de 1931 de contenido dramático dirigida por John Ford sobre un guion de Sidney Howard basado en la novela El doctor Arrowsmith, del escritor estadounidense Sinclair Lewis. Fue producida por Samuel Goldwyn para United Artists y protagonizada por Ronald Colman. En el ámbito hispanoparlante fue estrenada con los títulos de El doctor Arrowsmith y Médico y amante.
La película relata la vida de Martin Arrowsmith, quien estudia medicina debido a su interés por la investigación científica. El protagonista se mueve entre dos tendencias contrapuestas: desarrollar su pasión por la investigación, aplicando rígidos criterios científicos con el fin de obtener resultados a largo plazo que beneficien al mayor número de personas posible; o ejercer la medicina clínica y procurar la curación del paciente. Debido a su temática, el filme ha sido objeto de estudio en varias ocasiones desde el punto de vista de la medicina; también ha sido utilizado como recurso didáctico para la formación en materia de ética médica en relación con la experimentación con seres humanos hecha con fines investigadores.
El filme sufrió unos años más tarde, con motivo de su reestreno, los efectos de la censura al narrar un adulterio y haber entrado en vigor el Código Hays.

## Sinopsis
El joven Martin Arrowsmith (Ronald Colman) tiene una clara vocación por la investigación médica. Por ello, acude a hablar con el profesor Gottlieb (A.E. Anson), quien le aconseja que primero estudie medicina y se forme, para comprobar si está cualificado para ello. Al terminar su carrera, Martin se enamora de la enfermera Leora "Lee" Tozer (Helen Hayes), con quien contrae matrimonio. La necesidad de disponer de medios para mantener una familia le hace renunciar a su interés por la investigación y abrir una consulta médica en la zona rural de donde procede su esposa. Sin embargo, nunca olvida su pasión científica, que se reaviva cuando conoce al doctor Sondelius (Richard Bennett) en una conferencia. No obstante, su renovado interés por la investigación se verá frustrado por el embarazo de su mujer y la obligación de mantener una familia.
Una epidemia de carbunco desatada entre el ganado de la zona le permitirá desarrollar una investigación exitosa, fruto de la cual elabora un suero eficaz para el tratamiento de la enfermedad. Por otra parte, su esposa pierde el hijo que esperaba y queda estéril.
Su primer éxito investigador permite a Arrowsmith entrar a trabajar como científico en el Instituto McGurk. Allí se reencuentra con su maestro, el profesor Gottlieb, y conoce al director, el doctor Tubbs (Claude King), y al químico Terry Wickett (Russel Hopton). Tras unos años de trabajo infructuoso, un inesperado resultado positivo de Arrowsmith da lugar al apresurado anuncio por Tubbs del éxito del laboratorio; sin embargo, pronto se conocerá que otro científico del Instituto Pasteur se ha adelantado en la investigación.
El anterior fracaso le llevará a Arrowsmith a trasladarse junto con su esposa a un país del Caribe para investigar una epidemia de peste bubónica. Le acompaña también Sondelius, quien le anima a estudiar la enfermedad como le ha sugerido Gottlieb, con criterios científicos. Ante la oposición de las autoridades a utilizar a los integrantes de la población blanca como sujetos de experimentación, acepta la oferta del doctor Marchand (Clarence Brooks) de recurrir a sus paisanos de color para realizar la experiencia. Durante la campaña, Arrowsmith conoce a la hermosa Joyce Lanyon (Myrna Loy), quien recibirá el tratamiento experimental. Por otro lado, Sondelius, quien no ha recibido el suero, acaba contrayendo la enfermedad. También lo hará Lee al fumar un cigarrillo contaminado por una negligencia de su marido. Sondelius, antes de morir, le pide a Martin que olvide las exigencias de la experimentación y aplique el suero a toda la población para salvarla. También Lee morirá, sola y abandonada, debido a que Martin está por razones profesionales en otra isla, lugar en el que vuelve a encontrar a Joyce.
Arrowsmith acabará cumpliendo los deseos de Sondelius y aplicará la vacuna a toda la población, lo que le lleva a considerar que ha traicionado los principios de la investigación científica. Sin embargo, el resultado es un éxito y Tubbs, en nombre del Instituto McGurk, así lo presenta a la prensa. Arrowsmith rechazará tanto la oferta de Tubbs de aceptar una bien pagada jefatura de departamento en el Instituto como la petición de Joyce de compartir su vida con ella. En vez de ello, decidirá seguir el camino de la investigación libre en compañía de Terry Wickett.

## Producción
Arrowsmith es, indudablemente, una obra diseñada por el productor. Fue Samuel Goldwyn, tras abandonar su compañía Metro-Goldwyn-Mayer y vincularse a United Artists, quien adquirió los derechos de la galardonada novela del primer estadounidense reconocido con el Premio Nobel de Literatura; fue él quien negoció con Fox Film Corporation para que le cediera los servicios de John Ford, director que se encontraba en nómina de aquella desde hacía años; también fue suya la decisión de que fuera Ronald Colman, la estrella que había superado la transición al cine sonoro, quien ostentara el protagonismo absoluto del filme; Goldwyn eligió también al reconocido dramaturgo Sidney Howard para que escribiera el guion de la obra; y suya fue la decisión de encargar al todavía casi desconocido Alfred Newman la elaboración de la banda sonora.
La película fue estrenada en la ciudad de Nueva York el 7 de diciembre de 1931 y recibió una buena acogida. La nominación para cuatro premios Óscar de la Academia, el éxito de crítica y la afluencia de público a las salas serían las recompensas al esfuerzo por buscar la calidad efectuado por Goldwyn, si bien la no obtención de ninguno de los cuatro premios sugiere también las limitaciones del resultado obtenido. Concretamente, el Óscar a la mejor película se lo llevó ese año Grand Hotel, película dirigida por Edmund Goulding y producida por Irving Thalberg.

## Argumento

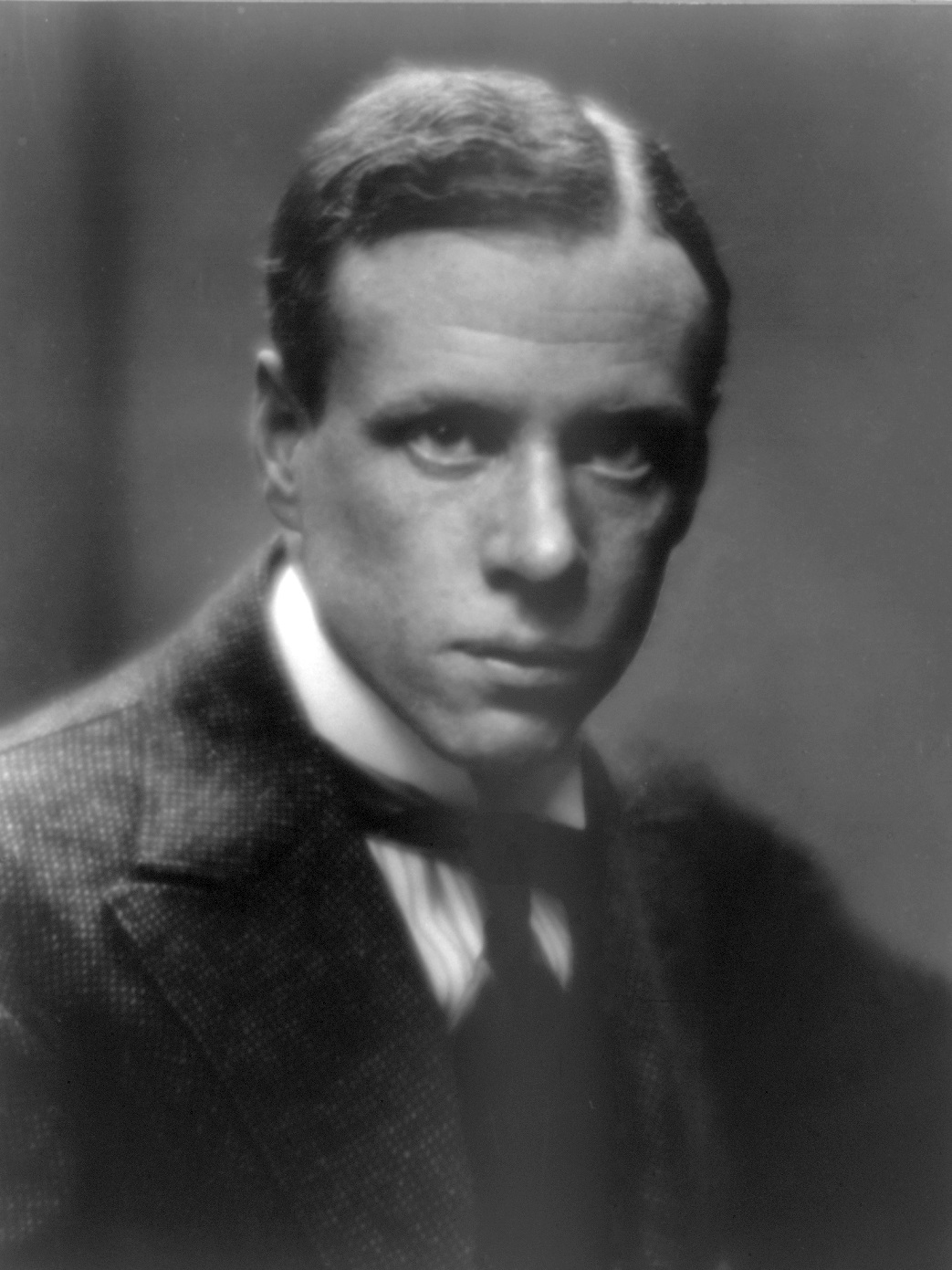
Sinclair Lewis, autor de la novela

### Novela
Sinclair Lewis publicó su extensa novela Arrowsmith (editada en español como El doctor Arrowsmith, con más de seiscientas páginas) en 1925. Al año siguiente, la obra fue distinguida con el Premio Pulitzer, si bien Lewis rechazó el galardón por considerar que se le debía haber concedido con anterioridad. El libro cuenta la historia de Martin Arrowsmith, nacido en el ficticio Estado de Winnemac, a lo largo de veinte años de una vida marcada por su temprana vocación por la medicina; desde que con catorce años ayuda al médico de su pueblo, sus estudios de medicina, su vocación investigadora, su matrimonio, su ejercicio profesional como médico rural y, finalmente, su labor investigadora. Quizá por haber trabajado el propio padre de Lewis como médico en una pequeña población, la temática le resulta familiar al escritor y la composición del personaje protagonista ha merecido los elogios de la crítica por su profundidad y consistencia.
En 1930, Lewis recibió el Premio Nobel de Literatura «por su arte vigoroso y gráfico de la descripción y su capacidad para crear, con ingenio y humor, nuevos tipos de personajes». Al ser el primer estadounidense distinguido con dicha recompensa, el prestigio de Lewis y su obra eran considerables en los Estados Unidos y no resulta extraño que la industria cinematográfica se fijase en su premiada novela El doctor Arrowsmith con vistas a rodar una película de éxito.

### Guion
Samuel Goldwyn encargó la adaptación de la novela a Sidney Howard, un galardonado autor de Broadway que había obtenido el Premio Pulitzer de Teatro en 1925 y al que había sabido atraer a Hollywood. Howard obtendría su mayor éxito en el cine ocho años más tarde al ganar el Óscar al mejor guion adaptado por ayudar a trasladar a la pantalla la novela de Margaret Mitchell durante el complicado rodaje de Lo que el viento se llevó, pero ya era un autor de prestigio en 1931.
Howard realizó el guion basándose en la segunda parte de la novela, pues Goldwyn había concebido la película al servicio de la estrella del momento, Ronald Colman, quien ya tenía cuarenta años entonces. Ello, junto con la excesiva longitud de la novela, aconsejaba no realizar una adaptación íntegra de la misma. Aun así, la película tiene numerosas y dilatadas elipsis. El filme también se caracteriza por contener abundantes diálogos, algo inusual en los primeros tiempos del cine sonoro.
Otra importante diferencia entre novela y película es que la relación que se establece entre Martin Arrowsmith y el personaje interpretado por Myrna Loy está solo levemente sugerida en el filme (mientras que en el libro de Lewis se consuma el adulterio), si bien ello parece deberse más que al propio guion, a un segundo montaje motivado por la censura del nuevo Código Hays con motivo del posterior reestreno de la cinta.
El trabajo de Howard se vio recompensado con su nominación al Óscar al mejor guion adaptado en 1932, si bien el premio se lo llevaría Edwin Burke por su trabajo en Bad Girl, filme dirigido por Frank Borzage.

## Dirección

### Situación contractual
Cuando Samuel Goldwyn negoció con Fox Film Corporation la cesión de John Ford para dirigir la película, este ya era un director experimentado y consolidado en la industria. Tras dirigir más de sesenta películas mudas, había abordado los primeros proyectos sonoros con su solvencia habitual, demostrando ser digno de la confianza del estudio. Sin embargo, tenía también fama de bebedor, acentuada por el hecho de que parecía estar atravesando una crisis personal y matrimonial, razón por la cual Goldwyn puso como condición que se comprometiera por escrito a no beber durante el rodaje de Arrowsmith. Parece claro que Ford incumplió el contrato durante la fase de montaje, lo que supuso su retirada de la producción de la película, el pago de una sanción y el fin de la relación de exclusividad de que había gozado desde hacía años con Fox.
Es posible que el requisito de no beber alcohol fuera de difícil cumplimiento para Ford y que ello ocasionara un acortamiento del guion por parte del director con el fin de acabar el rodaje cuanto antes. Fuera este u otro el motivo, lo cierto es que la película contiene abundantes elipsis temporales que imponen un ritmo que resulta demasiado apresurado para el gusto de algunos críticos, aunque, años más tarde, similares elipsis narrativas en otra película de Ford, The Searchers (1956), serían elogiadas por la crítica. Este apresuramiento priva de verosimilitud a algunas de las secuencias. Las acusaciones de brusquedad narrativa alcanzan también al final, considerado excesivamente precipitado por algunos, además de no ajustarse a los cánones del final feliz.

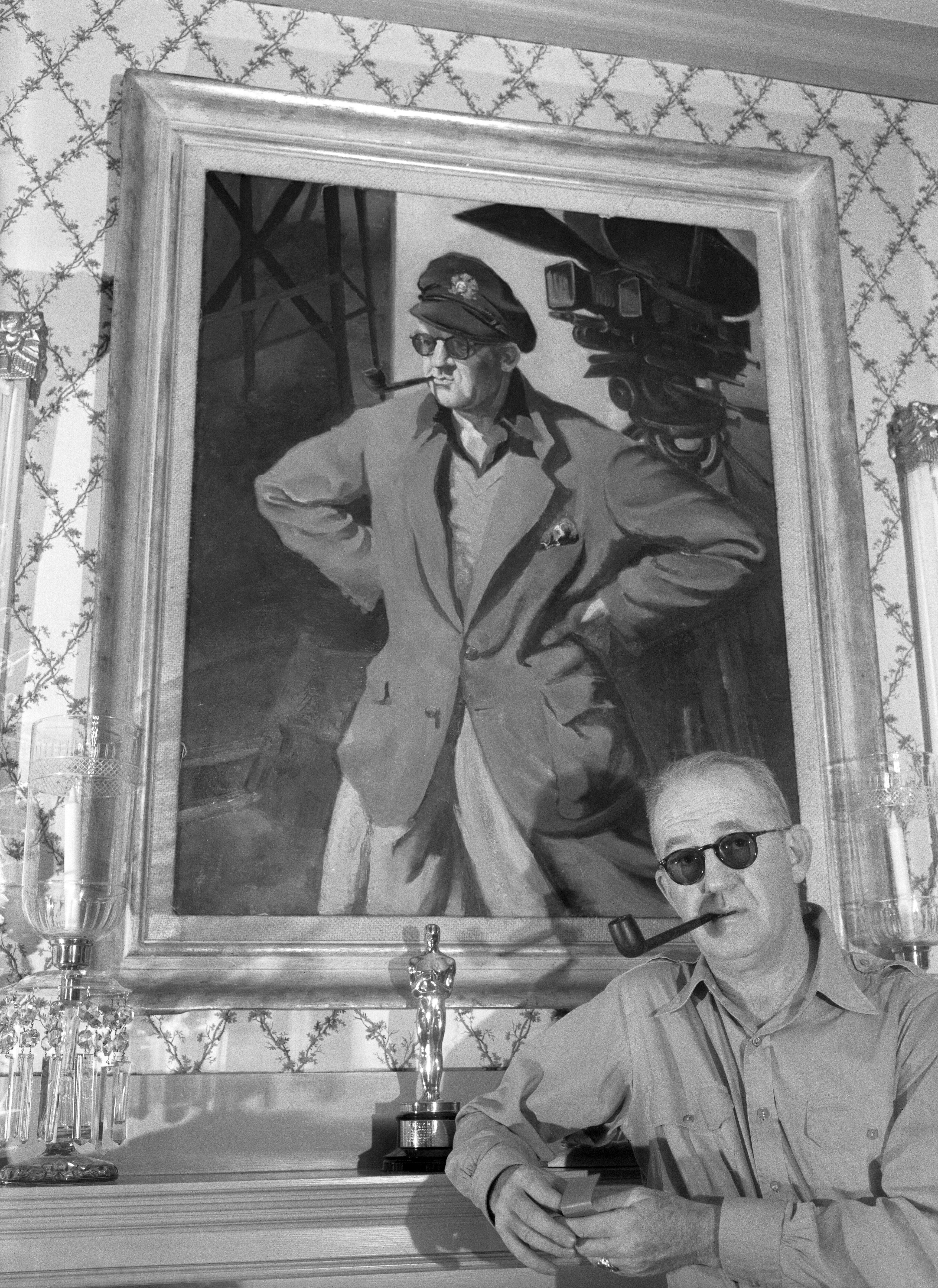
Habrían de pasar unos años hasta que John Ford pudiera exhibir su primer Óscar

### Recursos expresivos
Dada la avanzada edad de Ronald Colman para representar al joven Martin, Ford utiliza el recurso de mostrarlo de espaldas en las primeras secuencias; solo cuando se ha graduado en medicina vemos su rostro. Lo que podría parecer un obligado truco, ha sido considerado por algunos espectadores como una ingeniosa forma de afirmar que el personaje no está completamente realizado hasta que adquiere su condición de médico.
Una escena no presente en la novela de Lewis, muy propia del estilo de Ford y elogiada por un sector de la crítica es aquella en la que un Martin Arrowsmith todavía médico rural extrae una muela a un niño utilizando un divertido truco.
El filme ha sido calificado en alguna ocasión como el más «narrativo» de la obra de Ford, supeditando la realización más al desarrollo del relato que a la atmósfera y los detalles.

### Influencia del expresionismo
Algunas secuencias de la película denotan la clara influencia del expresionismo alemán representado por Murnau, presente en Ford al menos desde el rodaje de Cuatro hijos (1928). Así se puede apreciar, por ejemplo, en la inquietante secuencia en la que Lee fuma el cigarrillo contaminado, y cuyo humo envuelve la escena como una nube letal, una de las destacadas por la crítica. También en la muerte de Sondelius, acompañada por los sonidos de la lluvia y el llanto de una mujer. En general, son las secuencias de ambiente tropical las más expresionistas y las más apreciadas por la crítica. En ellas se aprecia la situación de absoluta indefensión de la población frente al avance de la peste, a la que solo se opone la actuación casi individual del médico-científico.
Sin embargo, la misma sección tropical de la película es la que ha dado pie a acusaciones de racismo contra Ford, tanto por el tratamiento que da a los nativos de origen africano como por el hecho de que Arrowsmith los utilice como sujetos de su experimentación ante la negativa de las autoridades a hacer lo propio con la población de procedencia europea.

### Trascendencia del filme
Algunos críticos consideran que Ford asumió la realización de Arrowsmith como uno de los muchos encargos alimenticios que realizó a lo largo de su carrera y que eso explicaría las limitaciones del filme. Sin embargo, ello no coincide con la buena opinión que Peter Bogdanovich indica que tenía el director de Maine respecto a la película cuando le realizó su famosa entrevista, y que sugiere una implicación más personal.
Aunque las valoraciones de la obra son moderadas, se señala el avance que supone para el director en la medida que supone la traslación a la pantalla de un personaje profundo y complejo por primera vez en su carrera.

## Interpretación

### Reparto
| - Ronald Colman - Dr. Martin Arrowsmith - Helen Hayes - Leora "Lee" Arrowsmith - A.E. Anson - El profesor Max Gottlieb - Richard Bennett - Sondelius - Claude King - El doctor Tubbs - Myrna Loy - Joyce Lanyon | - Russell Hopton - Terry Wickett - De Witt Jennings - El señor Tozer - Beulah Bondi - La señora Tozer - John Qualen - Henri Novak - Adele Watson - La señora Novak - Lumsden Haré - Gobernador Sir Robert Fairland | - Bert Roach - Bert Tozer - Clarence Brooks - Oliver Marchand - Charlotte Henry - La joven pionera - Walter Downing - Oficinista municipal - Ward Bond - Agente de policia (no acreditado) |

### Ronald Colman

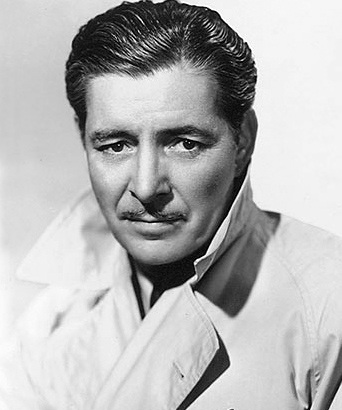
Ronald Colman, protagonista del filme

Vinculado desde hacía años a Samuel Goldwyn, de cuya mano había labrado una sólida carrera de galán en el cine mudo y efectuado una excelente transición al sonoro, el inglés Ronald Colman fue el elegido por el productor para protagonizar la película en términos absolutos. Su nombre destaca en los títulos de crédito por encima de todos los demás y su presencia en pantalla es abrumadora debido a que el guion había prescindido de la primera parte de la novela, relativa a la etapa de juventud de Martin Arrowsmith, que Colman no podía interpretar.
El trabajo de Colman ha sido valorado de forma dispar por la crítica, si bien en la época era reconocido como una auténtica estrella. No obstante, también hay cierto consenso en que no era el intérprete adecuado para el personaje. Colman tenía ya cuarenta años lo que, aunque tenía un excelente aspecto físico que le permitió seguir desempeñando papeles de galán varios años más, privaba de verosimilitud a su composición de un joven médico recién licenciado. Por otro lado, su elegante acento inglés, que tanto le había ayudado a sobrevivir al traumático cambio que representó la llegada del sonido, resultaba inapropiado en un médico del ficticio Estado de Winnemac. Quizá ambos detalles expliquen que, pese a que tanto el papel como la película parecían pensados para obtener un Óscar, Colman no consiguiera siquiera ser nominado.
El Óscar le llegaría a Colman muchos años más tarde, por la película de George Cukor Doble vida (A Double Life, 1947), donde realizaría una interpretación ampliamente reconocida por la crítica.

### Helen Hayes

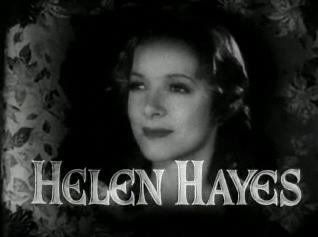
Helen Hayes en un tráiler de 1935

Menos recordada hoy que otras intérpretes de la época, Helen Hayes fue, sin embargo, una respetadísima artista conocida como la Primera Dama del Teatro Americano. Es una de las pocas actrices —junto con Audrey Hepburn y Rita Moreno— que ha ganado los premios Óscar, Tony (cuatro veces), Emmy y Grammy. Su trabajo ese mismo año en el filme El pecado de Madelon Claudet le valdría su primer Óscar en la edición de 1932. Se encontraba, por consiguiente, en un momento dulce de su carrera que se prolongaría con el rodaje, al año siguiente, de Adiós a las armas, la película de Frank Borzage basada en la novela de Ernest Hemingway.
El personaje de Lee Arrowsmith, abnegada esposa que está siempre dispuesta a apoyar al médico, puede resultar anticuado y casi machista visto con décadas de distancia. Sin embargo, Hayes realizó una reconocida interpretación. Aunque Arrowsmith le quiere, se casa con ella por amor y abandona por ella (temporalmente) sus sueños de investigador para dedicarse al ejercicio de la medicina, lo cierto es que la abandona una y otra vez: mientras el doctor investiga sobre el brote de carbunco en el ganado, Lee pierde el niño que esperaba y queda estéril; cuando hace su primer descubrimiento en el laboratorio, acude corriendo desde casa al trabajo y solo se apercibe de que Leora le acompaña al llegar y verla reflejada en un cristal; un error de Martin hará que el bacilo de la peste contamine el cigarrillo que luego enfermará a Lee; finalmente, ella morirá sola, abandonada por los sirvientes, mientras su esposo está lejos combatiendo la epidemia y, quizá, habiéndole sido infiel.

### Secundarios

#### Myrna Loy

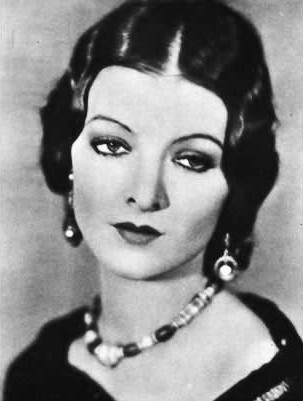
Imagen publicitaria de Myrna Loy en 1930

Myrna Loy todavía no había alcanzado la tremenda popularidad que le proporcionaría la serie de películas inspiradas en la novela de Dashiell Hammett El hombre delgado, junto a William Powell. En el filme interpreta a Joyce Lanyon, otra de las mujeres importantes en la vida del doctor Arrowsmith, si bien su papel queda minimizado con respecto a la novela, sobre todo después de un montaje posterior un par de años al estreno, probablemente debido al endurecimiento de la censura. El adulterio relatado en la novela es solo sutilmente sugerido en el montaje final de la película (algo que algunos atribuyen, con o sin razón, al director), hasta el punto de que muchos espectadores interpretan que Martin ha resistido la tentación.

#### A.E. Anson
El veterano actor teatral Albert Edward Anson debutó en el cine interpretando con eficacia al profesor Gottlieb, modelo, maestro y mentor de Arrowsmith. Percibe su potencial desde un principio, y le anima y apoya en sus investigaciones. Es honesto en su comportamiento, si bien su presión a Martin para que experimente el suero antipestoso solo en la mitad de la población con fines de experimentación científica no resulta ortodoxo a la luz de la evolución posterior de la ética científica.

#### Richard Bennett
El actor Richard Bennett, cuya más conocida interpretación quizá sea la que haría años después en la película de Orson Wells The Magnificent Ambersons, realiza una notable composición del divulgador doctor Sondelius. Cuando el joven Arrowsmith ejerce como médico rural, será el veterano microbiólogo quien avive la llama científica que todavía arde en su interior. Además, su composición del personaje resulta enormemente vital, mostrando que los científicos también tienen una vida privada y les gusta divertirse. Será también Sondelius quien descubra el brote de peste que motivará el traslado de Martin y su esposa a los trópicos, les acompañará en el viaje y, ya moribundo, su gran humanidad se impondrá a su espíritu experimental y suplicará a Arrowsmith que salve a todos los pacientes aplicándoles el suero y no el placebo.

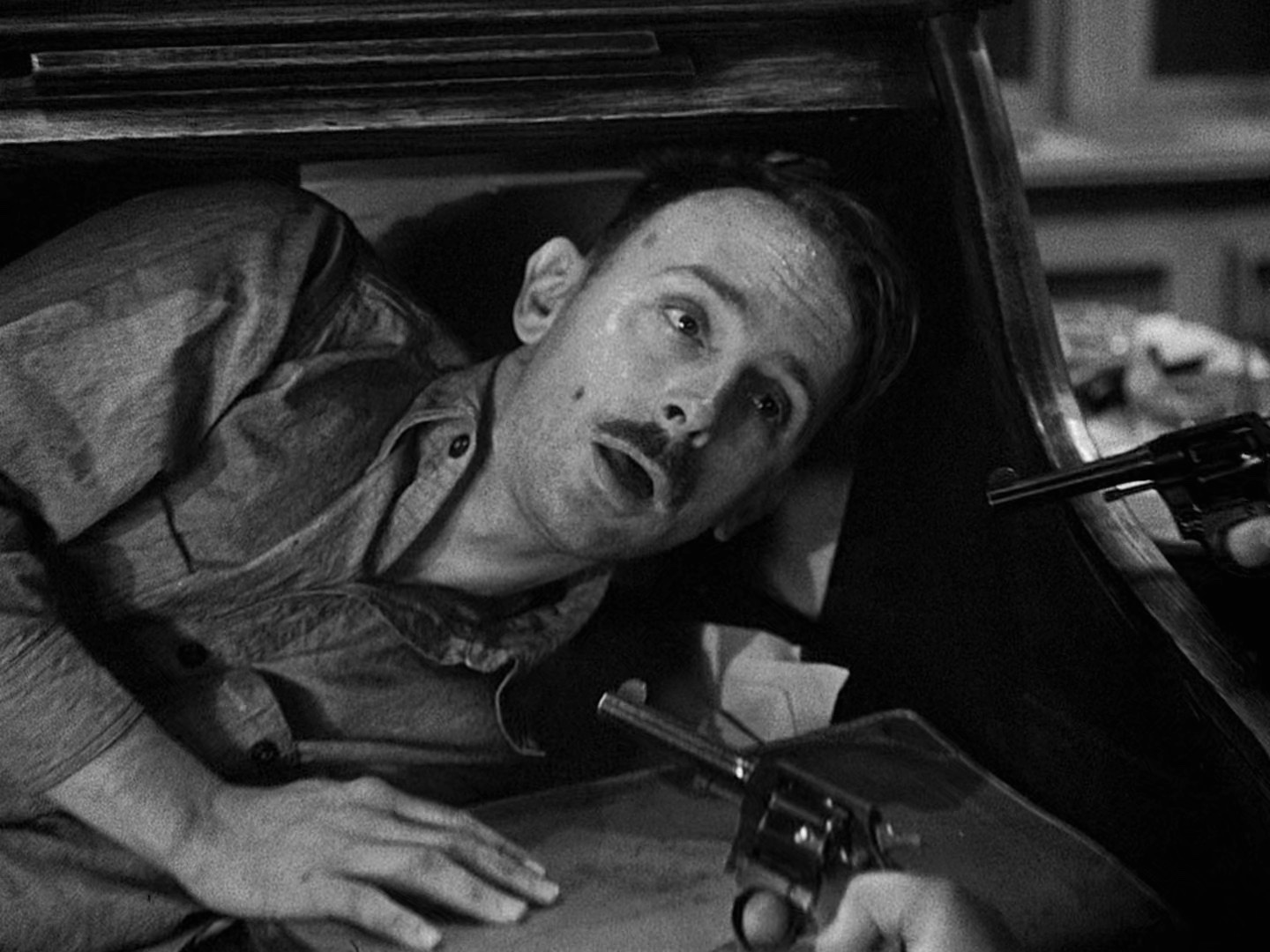
John Qualen en una escena de His Girl Friday, en 1940

#### John Qualen
También habla con un fuerte acento escandinavo el ganadero encarnado por el eficaz actor canadiense John Qualen, quien interpreta al padre de la niña enferma de difteria a quien no puede salvar Arrowsmith en una trágica secuencia que muestra las limitaciones del protagonista; pero también es el propietario del ganado con cuya experimentación al doctor encuentra un remedio para el carbunco. Qualen se convertiría en un habitual en las películas de Ford, con quien colaboró en siete filmes más a lo largo de más de treinta años.

## Música
Al igual que Howard, Alfred Newman había llegado a Hollywood procedente del teatro de la mano de Samuel Goldwyn, con quien trabajaría durante diez años. Aunque su talento para la música le habría permitido hacer carrera como concertista de piano, al ser el mayor de diez hermanos de una familia pobre debió optar por abrirse camino en el teatro para ayudar económicamente a sus padres. La experiencia adquirida en este medio le permitió pasar al cine con facilidad. En 1931, Newman no era todavía el reconocido artista que llegaría a ser unos años más tarde; solo había compuesto la música acreditada de dos películas: El paraíso del mal —otra producción de Goldwyn protagonizada por Ronald Colman— y Corsair, ambas durante el mismo año 1931. Sin embargo, había compuesto la música de otros filmes y se había ganado la confianza de Goldwyn. El tema principal de Street Scene (1931) alcanzó tal popularidad que el propio Newman lo adaptó en su obra orquestal Sentimental Rhapsody, y sería utilizado posteriormente en las bandas sonoras de varias películas, la última de ellas Cómo casarse con un millonario (1953), de Jean Negulesco.
La banda sonora de Arrowsmith no ha pasado a la historia como destacada, pero Newman llegaría a ser uno de los más importantes compositores de la industria cinematográfica, trabajando en más de doscientas películas. A lo largo de su carrera recibió nueve premios Óscar, de los que los más célebres son los de La canción de Bernadette, Love Is a Many-Splendored Thing y los obtenidos por las adaptaciones de los musicales El rey y yo y Camelot.
Unos años más tarde Newman firmaría un contrato con 20th Century Fox, estudio en el que volvería a trabajar con Ford en películas como El joven Lincoln (1939), The Grapes of Wrath (1940) o ¡Qué verde era mi valle! (1941). También destacaría como descubridor de nuevos talentos desde su puesto de director musical del estudio.

## Dirección artística
Richard Day, conocido artista que también trabajaba entonces para Samuel Goldwyn, realizó un elogiado trabajo diseñando los decorados que caracterizan al filme, algunos de ellos en un manifiesto estilo Art nouveau, como los que dan vida al Instituto McGurk. Su trabajo se vio recompensado con la nominación al Óscar a la mejor dirección artística en 1932, si bien el premio fue a parar a Gordon Wiles por su trabajo en Camarotes de lujo.
Day recibiría su primer Óscar en la edición de 1935, por su trabajo en The Dark Angel.
Por su parte, Ford no debió quedar descontento de su labor en Arrowsmith, pues volvió a contar con él en diversas películas, como The Hurricane (1937), El joven Lincoln (1939), Drums Along the Mohawk (1939), The Grapes of Wrath (1940) o Tobacco Road (1941). De hecho, uno de los siete Óscar que Day ganó a lo largo de su carrera lo obtuvo por otra película de Ford: ¡Qué verde era mi valle! (1941), diseñando el decorado del entrañable pueblecito galés que seguiría siendo utilizado en diversas películas durante más de veinte años.

## Fotografía
El operador Ray June, quien había comenzado su carrera en el servicio fotográfico del Ejército, realizó un excelente trabajo con la fotografía de Arrowsmith. A requerimiento de Goldwyn, proporcionó a Ford el resultado que pretendía dentro de las limitaciones técnicas de la época. Algunas secuencias muestran un depurado uso de la profundidad de campo difícil de obtener con las lentes entonces disponibles. El trabajo fue reconocido con la nominación al Óscar a la mejor fotografía en la edición de 1932, premio finalmente concedido a Lee Garmes por El expreso de Shanghai.
A lo largo de su trayectoria profesional de más de cuarenta años, June llegaría a estar nominado al Óscar en dos ocasiones más, por Barbary Coast (1935) y por el trabajo en vivísimos colores de Funny Face (1957), si bien no llegaría nunca a obtener la dorada estatuilla.

## La medicina enArrowsmith

### Lewis y la medicina
Para el tratamiento de los temas médicos de su novela, Sinclair Lewis contó con el asesoramiento de Paul de Kruif, profesor de Bacteriología, quien publicaría en 1926 Los cazadores de microbios (Microbe Hunters), obra clásica de la literatura científica en la materia. De Kruif trabajó un tiempo en el Instituto Rockefeller, que parece sirvió de inspiración a Lewis para la descripción del ficticio Instituto McGurk de la novela. El mismo De Kruif pudo haber inspirado en parte el personaje de Sondelius, dado el afán de divulgación que ambos tienen en común.

### El dilema de Martin Arrowsmith
La personalidad de Martin Arrowsmith aparece dividida entre su ansia de convertirse en un gran investigador que realice brillantes aportaciones a la Humanidad y su necesidad de ganarse la vida practicando la medicina clínica; entre la obligación de cumplir las exigencias de la experimentación científica y el deseo de salvar el mayor número de vidas. Desea investigar con el profesor Gottlieb porque quiere encontrar una cura para el cáncer, pero se ve obligado a trabajar como médico rural para sacar adelante a su familia hasta que el éxito de la investigación con el carbunco le abre las puertas del Instituto McGurk. Esta institución privada muestra los peligros que para la investigación científica suponen el afán de notoriedad y los intereses comerciales.

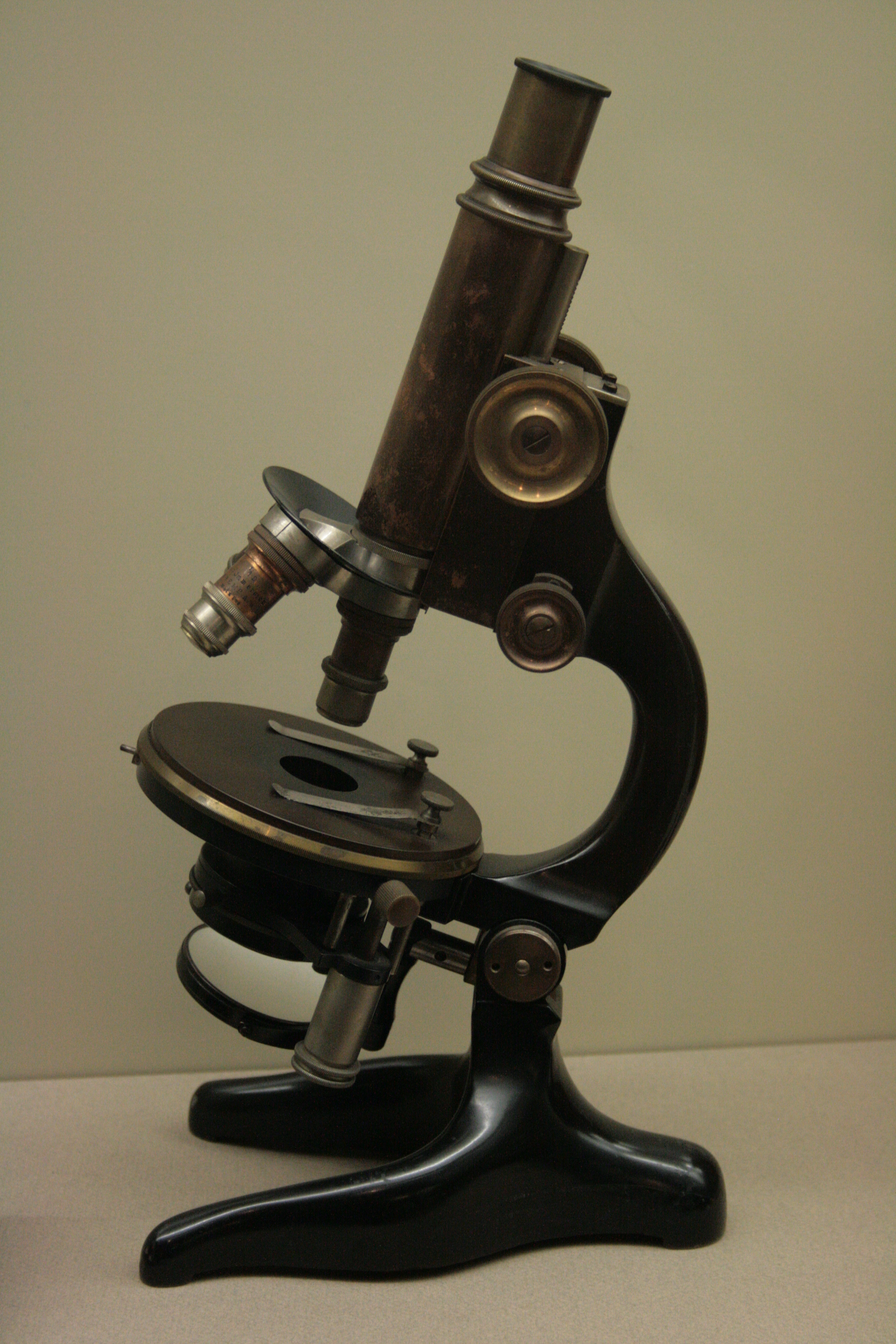
Microscopio de 1920 similar a los que pudo usar Martin Arrowsmith. El filme cuestiona la moralidad de la experimentación con seres humanos.

La trama nos muestra, por tanto, la oscilación del médico protagonista entre dos éticas que parecen contrapuestas: la propia del médico clínico, basada en la consecución de unos objetivos inmediatos a favor del paciente; y la propia del investigador, que busca unos resultados futuros que beneficien a un mayor número de personas. Ford presenta el conflicto recurriendo al humor cuando Martin experimenta la cura del carbunco sintomático con el ganado del señor Novak, a quien no le agrada que el hallazgo científico se haya obtenido a costa de la mitad de sus reses.
Pero el gran dilema de Arrowsmith se planteará cuando intente experimentar con seres humanos el suero antipestoso en las Indias Occidentales. Tanto la novela como la película plantean una discusión de hondo calado formulada real y repetidamente en el mundo de la Medicina: hasta qué punto es lícito moralmente administrar el medicamento experimental solo a una parte de la población amenazada por la epidemia dejando al resto expuesto a sus efectos. La terminal petición de Sondelius y la muerte de su propia esposa llevarán al protagonista a ignorar las rígidas reglas de experimentación impuestas por Gottlieb y a proporcionar el suero a toda la población. Tanto el filme de Ford como la novela de Lewis cuestionan el planteamiento utilitarista vigente en la experimientación humana de principios del siglo XX. En ese aspecto, la película resulta avanzada al anticipar las posturas de respeto al individuo que se impondrán tras la Segunda Guerra Mundial también en el ámbito de la experimentación científica con seres humanos.

### Los médicos de Ford
Martin Arrowsmith supone el primer contacto de John Ford con la profesión médica, pero dista de ser el último. Doctor Bull (1933), filme perteneciente a la denominada trilogía de Will Rogers, nos muestra los problemas de un maduro y modesto médico que debe combatir una enfermedad infecciosa en su pequeña población. El director de origen irlandés volvería a tocar el tema en una película con muchos puntos en común con Arrowsmith: Prisionero del odio (The Prisoner of Shark Island, 1936). También en ella el protagonista es un médico que, a consecuencia de una condena injusta, deberá combatir una epidemia en un ambiente tropical.
Los médicos de Ford son personas llenas de debilidades humanas, como las dudas y tentaciones de Arrowsmith o el alcoholismo del doctor Boone (Thomas Mitchell) que viaja en La diligencia, pero sus miserias quedan sobradamente compensadas por su capacidad para salvar vidas, lo que les coloca en una posición neutral o superior a la de otros personajes y les permite asumir posiciones de rebeldía vedadas a los demás.

## Valoraciones
La película tuvo una excelente acogida por parte de crítica y público en el momento de su estreno y llegó a ser incluida en las listas de las diez mejores películas de 1931 de Film Daily y de The New York Times. Además, fue candidata a los Premios Óscar a la mejor película, mejor guion adaptado (Sidney Howard), mejor fotografía (Ray June) y mejor dirección artística (Richard Day). Sin embargo, no obtuvo ninguno de dichos galardones y, con el paso del tiempo, ha venido siendo olvidada dentro de la amplísima filmografía de John Ford.
El olvido de crítica y público es evidenciado en las típicas votaciones que periódicamente se celebran para elegir las mejores obras de Ford. En 2002, la revista cinematográfica Nickel Odeon realizó una encuesta entre noventa y un críticos y aficionados para elegir las diez mejores películas del director. Arrowsmith no solo no entró en la decena más votada, sino que únicamente fue incluida por un votante en su particular lista de las diez mejores películas. En una votación similar celebrada en 2008 en otra publicación especializada —Dirigido por— el filme no obtuvo el voto de ninguno de los treinta y ocho participantes.
A las críticas relativas a la inadecuación de su protagonista se sumaron las del ritmo de la cinta, acusada a un tiempo de apresuramiento por sus frecuentes elipsis temporales y de pérdida de ritmo por contener excesivos tiempos muertos. Por todo ello es considerada una obra menor de su director y no es incluida entre las (numerosas) grandes películas de Ford, considerando algunos críticos que carece del toque que el irlandés de Maine supo dar a sus filmes más queridos. No obstante, otros críticos recuerdan que el montaje definitivo efectuado con ocasión del reestreno e influido por la censura del nuevo Código Hays pudo haber alterado sustancialmente la obra, no faltando quien reivindica el filme como una gran obra fordiana.

## Segundo intento:Dodsworth(1936)
Samuel Goldwyn intentó el éxito unos años después con una propuesta muy similar. En 1936 volvió a trasladar a la pantalla una novela de Sinclair Lewis (Desengaño, 1929) con el título de Dodsworth. Para ello contó de nuevo con la adaptación de la novela por Sidney Howard, la música de Alfred Newman y los decorados de Richard Day. En esta ocasión sustituyó al conflictivo Ford por el no menos prestigioso William Wyler. Esta vez los resultados fueron superiores, pues llegó a obtener las nominaciones a los premios Óscar a la mejor película, al mejor director (Wyler), guion adaptado (Sidney Howard), actor (Walter Huston), actriz secundaria (Maria Ouspenskaya), dirección artística (Richard Day) y sonido (Thomas T. Moulton). La única estatuilla la obtuvo Day, por segundo año consecutivo.

## Versión televisiva
En 1999 la cadena de televisión pública checa Ceská televize realizó una serie de 280 minutos de duración dividida en tres episodios, titulada también Arrowsmith y basada igualmente en la novela de Sinclair Lewis.

## Candidaturas a los premios Óscar
| Año  | Categoría                 | Candidato                     | Resultado |
| ---- | ------------------------- | ----------------------------- | --------- |
| 1932 | Mejor película            | Arrowsmith, de Samuel Goldwyn | Nominada  |
| 1932 | Mejor guion adaptado      | Sidney Howard                 | Nominado  |
| 1932 | Mejor dirección artística | Richard Day                   | Nominado  |
| 1932 | Mejor fotografía          | Ray June                      | Nominado  |